# Holiday (canción de Hilary Duff)
«Holiday» (Vacaciones) es una canción escrita por Ryan Tedder, Hilary Duff y Haylie Duff y estaba prevista para ser el segundo sencillo del álbum recopilatorio de Hilary Duff, Best of Hilary Duff, pero Hollywood Records en ese entonces su disquera, canceló los planes debido a que no quería invertir más dinero en el álbum.

## Información de la canción
Originalmente Holiday iba a ser el segundo sencillo de la reedición del álbum Dignity, o sea el quinto sencillo del álbum. Pero tiempo después se confirmó la cancelación del sencillo, tanto para la reedición de Dignity, como del álbum Best Of. 
Al principio se pensaba que la canción era una versión de la canción de Madonna, "Holiday", pero en una pregunta que le hicieron a Joe Bermúdez quien ayudó a realizar la canción dijo que era su preferida ya que era más pop y dijo que no era ningún cover si no que era una canción original.
La canción fue filtrada el 5 de noviembre de 2008 en el sitio web YouTube.

## Video musical
Hace meses se pensaba que el vídeo musical sería grabado después del lanzamiento de la película Greta, como lo hizo Our Lips Are Sealed en A Cinderella Story, pero cuando la canción Any Other Day fue anunciada como próximo single, se confirmó que no habría video musical de Holiday, además de los problemas que Duff tuvo con su antigua casa disquera, Hollywood Records. A finales de 2009, Haylie Duff dijo en su Twitter personal: "Desearía que Holiday tuviera vídeo y que Hollywood Records no apestara."

## Críticas
Las críticas hacia la canción han sido generalmente favorables. The New York Times dijo: "Holiday es la canción que hemos esperado que Hilary Duff lanzará desde hace un tiempo. Muestra el R&B por el que ella se ha estado inclinando."
Los fanes dicen: "La canción necesita un lanzamiento oficial, y Hilary Duff podría tener un sencillo en el Top 3."
The Bellevue Reporter, dijo: "A pesar de que la canción es mejor que "Reach out" donde Hilary muestra una imagen sexy y erótica, la canción sigue aún sin mostrar a la verdadera Duff. Primero ella cantaba Pop plástico, luego Pop-Rock, después Eletropop y ahora R&B, ¿quién es Hilary?, Holiday no nos dice..."
- Datos: Q12176294